# Vĩnh Linh (huyện)
Vĩnh Linh là một huyện ven biển cũ nằm ở phía bắc tỉnh Quảng Trị, Việt Nam.

## Địa lý
Huyện Vĩnh Linh nằm ở phía bắc tỉnh Quảng Trị, có vị trí địa lý:
- Phía bắc và phía tây bắc giáp huyện Lệ Thủy, tỉnh Quảng Bình
- Phía nam và phía tây nam giáp huyện Gio Linh.
- Phía tây giáp huyện Hướng Hóa và Gio Linh.
- Phía đông giáp Biển Đông.

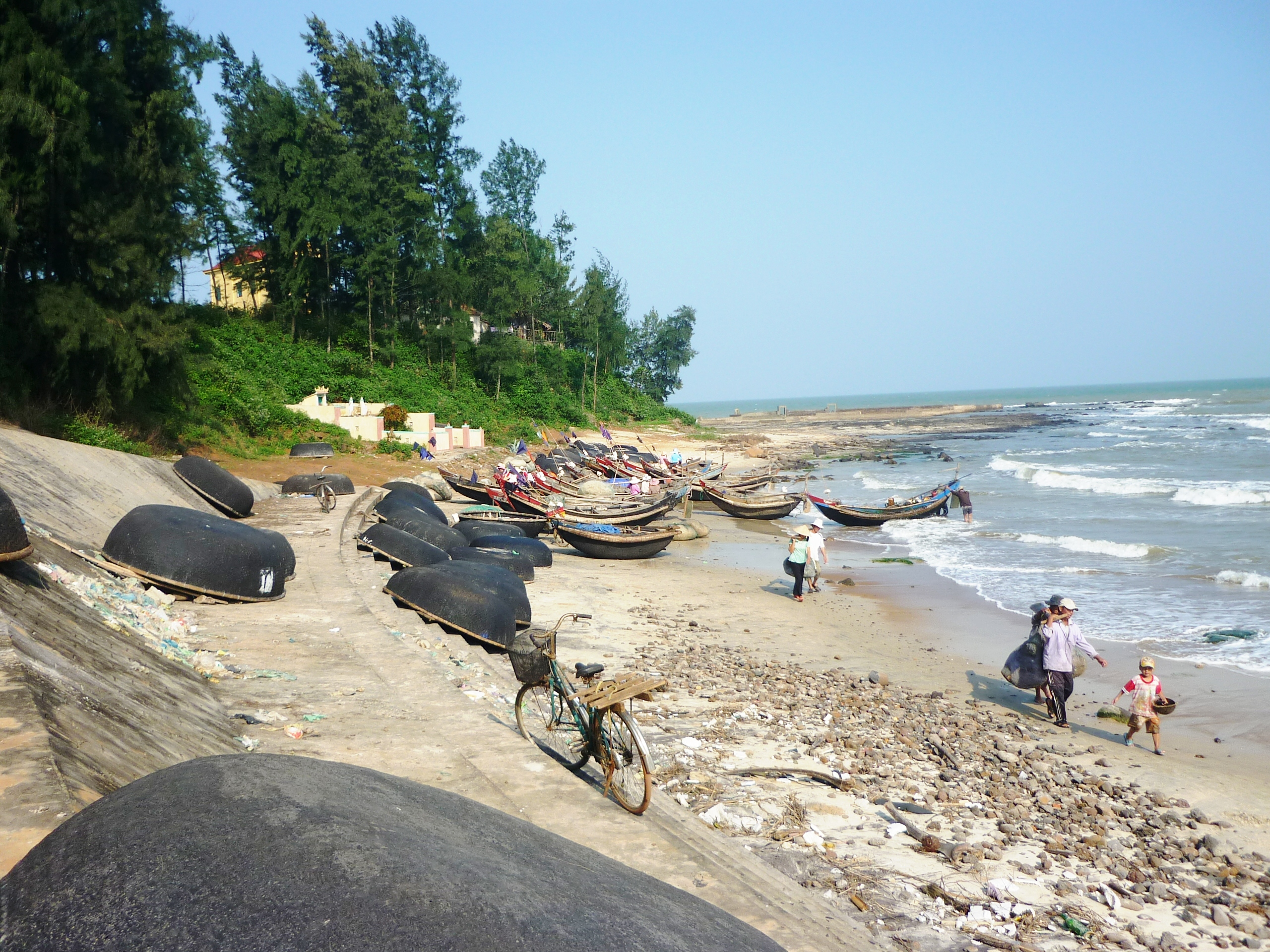
Làng chài Vịnh Mốc

Huyện Vĩnh Linh có diện tích tự nhiên 620 km², dân số năm 2006 là 91.000 người, trong đó hơn 1.000 người Bru - Vân Kiều.

## Hành chính

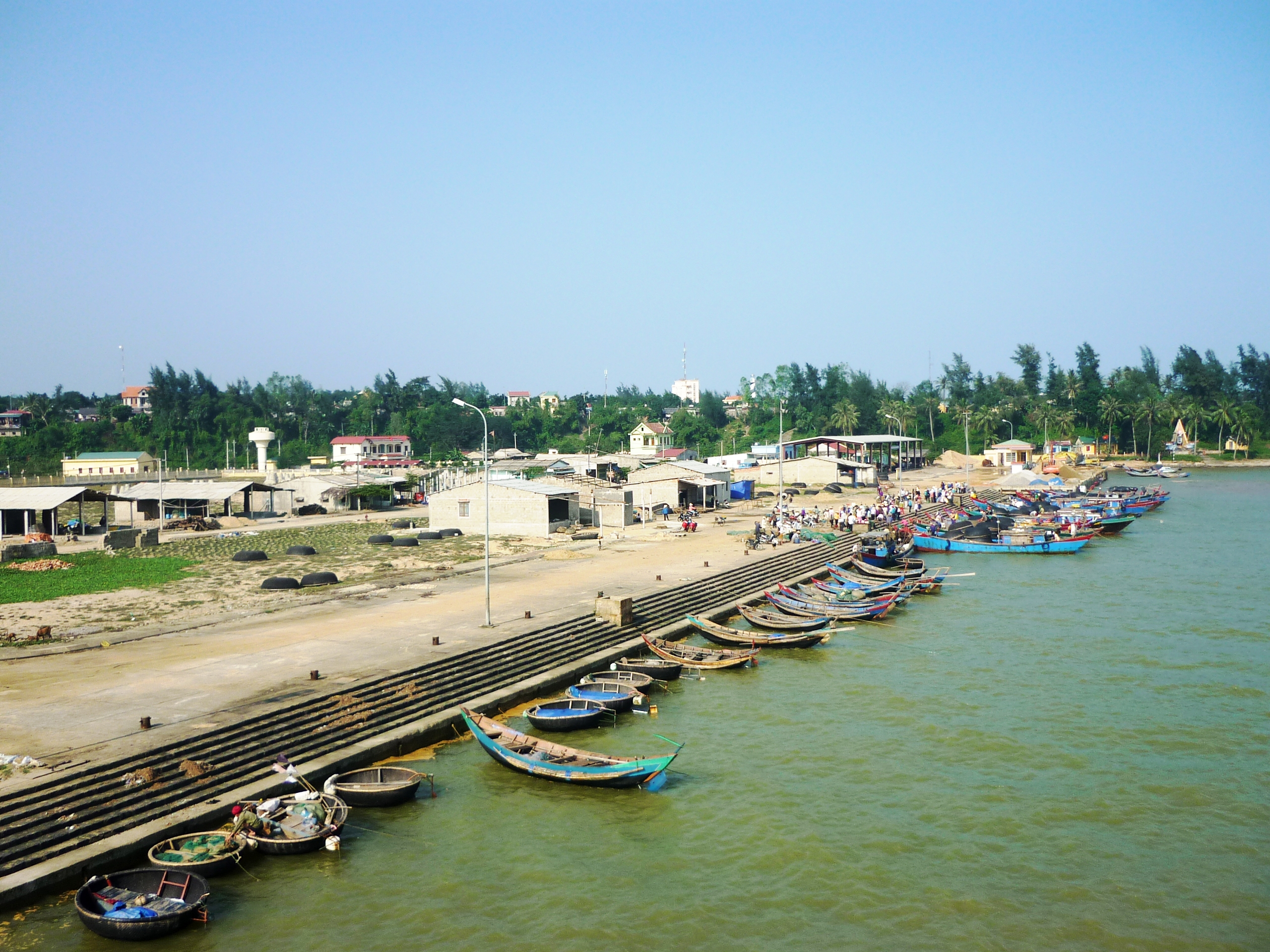
Một góc làng chài Vĩnh Linh

Huyện Vĩnh Linh có 18 đơn vị hành chính cấp xã trực thuộc, bao gồm 3 thị trấn: Hồ Xá (huyện lỵ), Bến Quan, Cửa Tùng và 15 xã: Hiền Thành, Kim Thạch, Trung Nam, Vĩnh Chấp, Vĩnh Giang, Vĩnh Hà, Vĩnh Hòa, Vĩnh Khê, Vĩnh Lâm, Vĩnh Long, Vĩnh Ô, Vĩnh Sơn, Vĩnh Thái, Vĩnh Thủy, Vĩnh Tú.

## Lịch sử
Vào thời Hùng Vương thuộc bộ Việt Thường. Theo sử sách, huyện Vĩnh Linh được hình thành từ năm 1069 dưới thời Lý Thánh Tông, lúc đầu có tên gọi là Ma Linh, sau đổi tên là Minh Linh, đến năm 1885 (đời Hàm Nghi) đổi tên thành Chiêu Linh.
Năm 1831, nhà Nguyễn lập ra tỉnh Quảng Trị, đặt ra phủ Vĩnh Linh.
Thời kỳ 1945 - 1954, là huyện Vĩnh Linh, tỉnh Quảng Trị.
Thời kỳ 1954 - 1976, Hiệp định Genève chia cắt Việt Nam thành hai miền với hai chế độ chính trị khác nhau, nên Đặc khu Vĩnh Linh trở thành 1 đơn vị hành chính tương đương cấp tỉnh trực thuộc Việt Nam Dân chủ Cộng hòa.
Ngày 11 tháng 3 năm 1977, chuyển xã Hướng Lập thuộc huyện Vĩnh Linh vào huyện Hướng Hóa.
Ngày 13 tháng 3 năm 1986, đổi tên thị trấn Hồ Xá thành thị trấn Vĩnh Linh.
Sau nhiều cuộc tách nhập, từ tháng 5 năm 1990 huyện Vĩnh Linh thuộc tỉnh Quảng Trị, gồm thị trấn Hồ Xá , thị trấn Cửa Tùng ,thị trấn Bến Quan và 15 xã: Vĩnh Chấp, Vĩnh Giang, Vĩnh Hà, Hiền Thành, Vĩnh Hòa, Vĩnh Khê, Vĩnh Hòa , Vĩnh Lâm, Vĩnh Long, Trung Nam, Vĩnh Ô,  Vĩnh Sơn, , Kim Thạch, Vĩnh Thái,  Vĩnh Thủy, Vĩnh Tú,Vĩnh Giang.
Ngày 1 tháng 8 năm 1994, thành lập thị trấn Bến Quan trên cơ sở một phần diện tích và dân số của xã Vĩnh Khê, đồng thời đổi lại tên thị trấn Vĩnh Linh thành thị trấn Hồ Xá.
Ngày 1 tháng 10 năm 2004, đảo Cồn Cỏ thuộc xã Vĩnh Quang được tách ra thành lập huyện đảo Cồn Cỏ.
Ngày 24 tháng 8 năm 2009, thành lập thị trấn Cửa Tùng trên cơ sở toàn bộ diện tích và dân số của xã Vĩnh Quang và một phần diện tích và dân số của xã Vĩnh Thạch.
Ngày 17 tháng 12 năm 2019, Ủy ban Thường vụ Quốc hội ban hành Nghị quyết 832/NQ-UBTVQH14 về việc sắp xếp các đơn vị hành chính cấp xã thuộc tỉnh Quảng Trị (nghị quyết có hiệu lực từ ngày 1 tháng 1 năm 2020). Theo đó:
- Sáp nhập xã Vĩnh Trung và xã Vĩnh Nam thành xã Trung Nam
- Sáp nhập xã Vĩnh Thạch và xã Vĩnh Kim thành xã Kim Thạch
- Sáp nhập xã Vĩnh Hiền và xã Vĩnh Thành thành xã Hiền Thành
- Sáp nhập xã Vĩnh Tân vào thị trấn Cửa Tùng.

Huyện Vĩnh Linh có 3 thị trấn và 15 xã như hiện nay.

## Du lịch
Hiện Vĩnh Linh có 68 di tích lịch sử văn hóa được xếp hạng, tiêu biểu là cụm di tích lịch sử Quốc gia đặc biệt Đôi bờ Hiền Lương - Bến Hải, Cầu Hiền Lương, Sông Bến Hải, Khu phi quân sự vĩ tuyến 17 và các di tích lịch được xếp hạng cấp quốc gia như: Địa đạo Vịnh Mốc, Bến đò Tùng Luật...

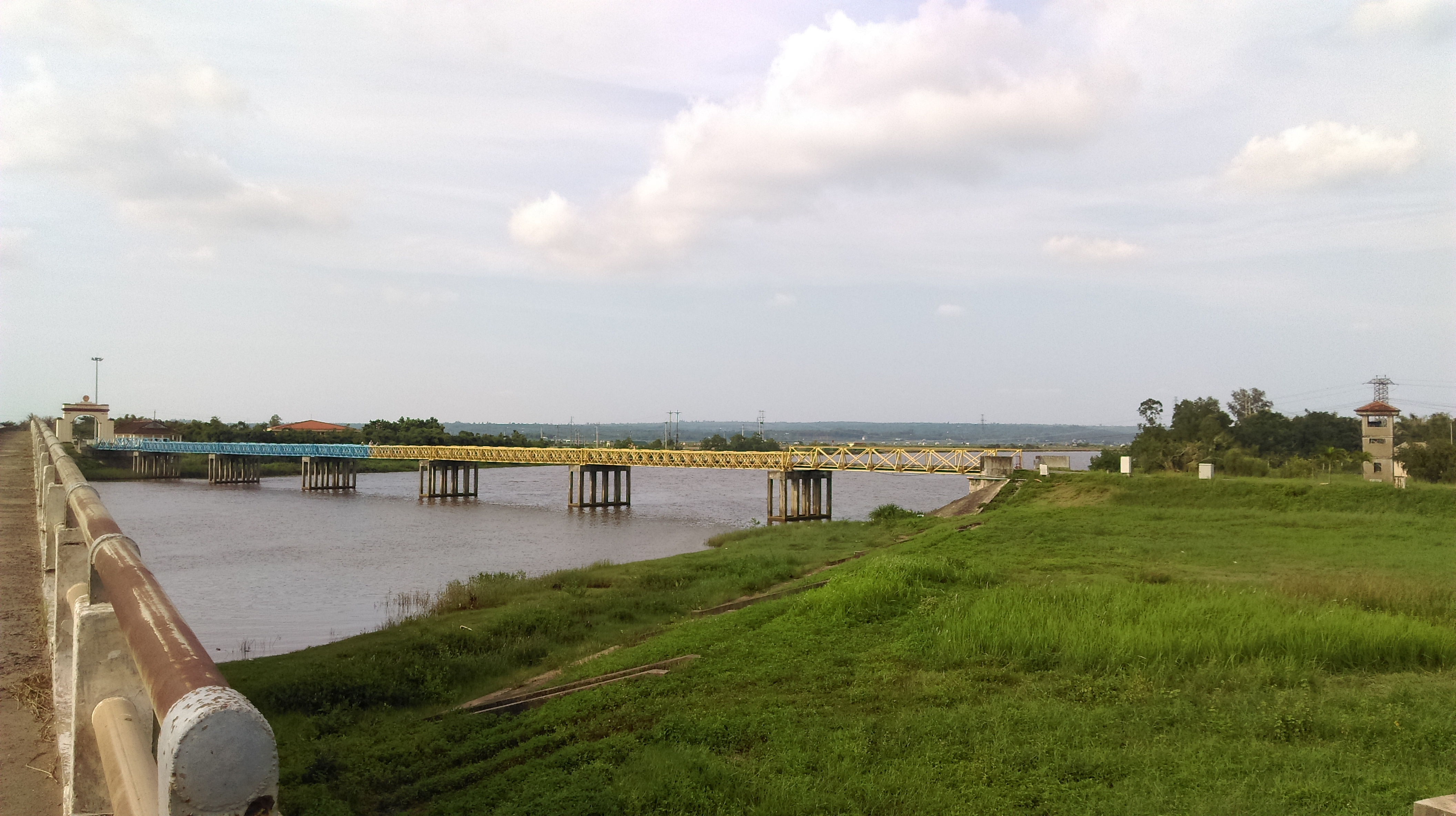
Cầu Hiền Lương (cũ)

Di sản văn hóa phi vật thể: Trạng Vĩnh Hoàng
Danh thắng tự nhiên: Rừng nguyên sinh Rú Lịnh, Bãi tắm Cửa Tùng

## Giao thông
Đường sắt Thống Nhất, Quốc lộ 1 chạy qua huyện. Đây cũng là địa phương có dự án Đường cao tốc Vạn Ninh – Cam Lộ đi qua đang được xây dựng.

## Kinh tế
Vĩnh Linh là huyện thuần nông, cơ cấu kinh tế của huyện là:
- Nông nghiệp 51%
- Công nghiệp-tiểu thủ công nghiệp 28%
- Thương mại-du lịch 21%

Sản phẩm chủ yếu gồm có tôm sú, gạo, hạt tiêu, mủ cao su, gỗ gụ, lim, tràm.